# Iohn Ryott-Iohnson
Iohn Ryott-Iohnson, född 20 november 1913 i Klosters församling, Södermanlands län, död 7 september 2006 i Oscars församling, Stockholms län, var en svensk läkare.

## Biografi
Iohn Ryott-Iohnson födes 1913 i Eskilstuna stad. Han var son till trafikchef John Johnsson och Hildur Nylén. Ryott-Iohnson avlade 1939 medicine licentiat och var 1940 till 1947 amanuens och underläkare vid Sankt Eriks sjukhus i Stockholm. Han var från 1947 privatläkaren, från 1957 livmedikus hos prins Bertil, från 1952 till 1972 hos prinsessan Sibylla och från 1971 till 1973 hos kronprinsen. Ryott-Iohnson var från 1973 livmedikus hos drottning Silvia.

### Familj
Ryott-Iohnson gifte sig 1940 med Gunnel Schollin-Borg (1918–2012), dotter till kaptenen Peter Schollin-Borg och Märta Liberg. Makarna Ryott är gravsatta på Galärvarvskyrkogården i Stockholm.